# Catocala argillacea
Catocala argillacea är en fjärilsart som beskrevs av Benoît Vincent. Catocala argillacea ingår i släktet Catocala och familjen nattflyn. Inga underarter finns listade i Catalogue of Life.